# Codice d'onore (film 1992)
Codice d'onore (A Few Good Men) è un film drammatico del 1992 diretto da Rob Reiner con protagonisti Tom Cruise, Jack Nicholson e Demi Moore.

## Trama
Nella base navale di Guantanamo Bay a Cuba, il soldato William Santiago, un marine degli Stati Uniti, viene legato e picchiato nel cuore della notte. Dopo averlo trovato morto, il caporale Harold Dawson e il soldato di prima classe Louden Downey sono accusati del suo omicidio e devono affrontare la corte marziale. La loro difesa è affidata al tenente Daniel Kaffee, un avvocato di grido con un curriculum impressionante e rapido di patteggiamenti e senza alcuna esperienza in tribunale.
Un altro avvocato JAG, il capitano di corvetta Joanne Galloway, superiore di Kaffee, sospetta che ci sia qualcosa che non va. Santiago è morto dopo aver rotto la catena di comando per chiedere di essere trasferito. Il tenente colonnello Matthew Markinson ha chiesto il trasferimento di Santiago, ma il comandante della base, il colonnello Nathan Jessep, ha ordinato al comandante del plotone di Santiago, il tenente Jonathan Kendrick, di “addestrare” Santiago sulla base del fatto che sono tutti colpevoli delle prestazioni inferiori agli standard di Santiago.
Galloway sospetta che Dawson e Downey abbiano eseguito un ordine di “codice rosso”: una violenta punizione extragiudiziale. Galloway è infastidito dall'approccio blasé di Kaffee e Kaffee si risente dell'interferenza di Galloway.
Kaffee e Galloway interrogano Jessep e altri a Guantanamo Bay e vengono accolti con disprezzo dal colonnello. Kaffee negozia un patteggiamento con il pubblico ministero, il capitano dei Marine americani Jack Ross, per omicidio colposo, con una condanna a due anni, ma scontando solo sei mesi, evitando una possibile condanna a vita se giudicati colpevoli al processo. Dawson e Downey rifiutano il patteggiamento, insistendo sul fatto che Kendrick aveva dato loro l'ordine di “codice rosso”, che non avevano intenzione di uccidere Santiago e che un patteggiamento sarebbe stato disonorevole.
Inizialmente intenzionato a farsi togliere l'incarico di avvocato, all'udienza preliminare Kaffee si dichiara inaspettatamente non colpevole per gli imputati. Rendendosi conto di essere stato scelto per gestire il caso e di aver accettato un patteggiamento per mantenere il riserbo sulla questione, decide di organizzare una difesa.
Markinson incontra Kaffee in segreto e afferma che Jessep non ha mai ordinato il trasferimento di Santiago. La difesa stabilisce che Dawson aveva ricevuto una valutazione negativa delle prestazioni da Kendrick e che gli era stata negata la promozione per aver contrabbandato cibo a un marine a cui erano state limitate acqua e vitamine. Dawson era stato punito per aver disobbedito a un ordine illegale e la difesa, attraverso Downey, dimostra che in passato erano stati ordinati “codici rossi” illegali.
Tuttavia, sotto interrogatorio, Downey ammette di non essere stato presente quando Dawson ha ricevuto il presunto ordine di “codice rosso”. Vergognandosi di non aver protetto un marine sotto il suo comando e non volendo testimoniare contro Jessep, suo amico di lunga data, Markinson si suicida prima di poter testimoniare.
Senza la testimonianza di Markinson, Kaffee ritiene che il caso sia perso. Torna a casa in stato di ubriachezza, lamentandosi di aver combattuto il caso, rischiando lunghe condanne per Dawson e Downey, invece di accettare un accordo clemente. Galloway incoraggia Kaffee a chiamare Jessep come testimone, nonostante rischi la corte marziale per aver sfidato un alto ufficiale senza prove.
Al tribunale di Washington, Jessep si scontra con l'interrogatorio di Kaffee, ma si innervosisce quando Kaffee, tendendogli una trappola, sottolinea una contraddizione nella sua testimonianza, secondo cui i marines di Guantanamo non avrebbero mai disobbedito all'ordine di “non toccare Santiago”, mentre lui aveva ordinato a Santiago di lasciare la base temendo per la sua sicurezza. Kaffee mette in dubbio anche l'affermazione di Jessep secondo cui Santiago sarebbe stato messo sul primo volo di ritorno. Dopo ulteriori domande e frustrato dall'atteggiamento di Kaffee, Jessep esalta l'importanza dell'esercito e la propria per la sicurezza nazionale, esclamando: “Non sai gestire la verità!”. Sfidando l'indignazione di Jessep, Kaffee chiede se Jessep abbia ordinato il “codice rosso”, al che Jessep urla: “Hai dannatamente ragione, l'ho fatto!”. Jessep tenta di lasciare l'aula ma viene arrestato e nel frattempo quasi aggredisce Kaffee.
Dawson e Downey vengono scagionati dalle accuse di omicidio e cospirazione, ma vengono dichiarati colpevoli di “condotta disdicevole” e saranno congedati con disonore. Downey non capisce cosa abbiano fatto di male; Dawson dice che non hanno difeso chi era troppo debole per combattere da solo. Kaffee dice a Dawson che non è necessario portare una piastrina sul braccio per avere onore. Dawson riconosce Kaffee come ufficiale facendo il saluto. Kaffee e Ross si scambiano i convenevoli prima che Ross parta per arrestare Kendrick.

## Produzione
Inizialmente il produttore David Brown chiese alla TriStar Pictures il finanziamento per produrre il film, ma la sua proposta venne rifiutata a causa della mancanza di un attore famoso all'interno del cast. Poco tempo dopo Brown ricevette una telefonata da Alan Horn della Castle Rock Entertainment, il quale si dimostrò ansioso di fare il film. Così Rob Reiner, che era già uno dei registi della Castle Rock Entertainment, chiese di dirigerlo.

## Accoglienza
Il film è stato un grande successo al botteghino: ha infatti incassato più di 15000000 $ soltanto nel suo weekend di apertura ed è stato il numero uno al box office per le prime tre settimane. Nel complesso ha incassato poco più di 141000000 $ negli Stati Uniti e poco più di novantacinque all'estero, per un totale di più 236000000 $.
Il film, oltre ad aver ottenuto il plauso del pubblico, è stato anche un successo di critica, che ha elogiato non solo le interpretazioni degli attori protagonisti, ma anche la maestria con la quale Rob Reiner ha saputo dirigerli.

## Distribuzione
Il film, distribuito dalla Columbia Pictures, è stato distribuito nelle sale cinematografiche statunitensi a partire dall'11 dicembre 1992.

## Riconoscimenti
- 1993 - Premio Oscar
  - Candidatura Miglior film
  - Candidatura Miglior attore non protagonista a Jack Nicholson
  - Candidatura Miglior montaggio a Robert Leighton
  - Candidatura Miglior sonoro a Kevin O'Connell, Rick Kline e Robert Eber
- 1993 - Golden Globe
  - Candidatura Miglior film drammatico
  - Candidatura Migliore regia a Rob Reiner
  - Candidatura Miglior attore in un film drammatico a Tom Cruise
  - Candidatura Miglior attore non protagonista a Jack Nicholson
  - Candidatura Migliore sceneggiatura a Aaron Sorkin
- 1992 - National Board of Review Award
  - Miglior attore non protagonista a Jack Nicholson
- 1993 - MTV Movie Award
  - Miglior film
  - Candidatura Miglior performance maschile a Tom Cruise
  - Candidatura Miglior performance maschile a Jack Nicholson
  - Candidatura Miglior performance femminile a Demi Moore
  - Candidatura Attore più attraente a Tom Cruise
  - Candidatura Miglior cattivo a Jack Nicholson
- 1992 - Chicago Film Critics Association Award
  - Miglior attore non protagonista a Jack Nicholson
- 1993 - Southeastern Film Critics Association Award
  - Miglior attore non protagonista a Jack Nicholson